# 烏克蘭語羅馬化
乌克兰语拉丁化（羅馬化：Latynizatsiia ukrainskoi movy），又稱烏克蘭語羅馬化，是乌克兰语在拉丁字母中的呈現形式。乌克兰语是用自己的烏克蘭語字母书写的，字母大多基于西里尔字母。对于非乌克兰语读者、在无法重现西里尔字符的计算机系统上或对于不熟悉乌克兰语键盘布局的打字员，罗马化可用于表示乌克兰语文本或发音。罗马化的方法包括音译（代表书面文本）和转录（代表口语）。
除罗马化以外，历史上曾有過效法西斯拉夫語支、將烏克蘭語全盤轉為以拉丁字母書寫的主張，但這些計劃都沒有實行。

## 羅馬化系統

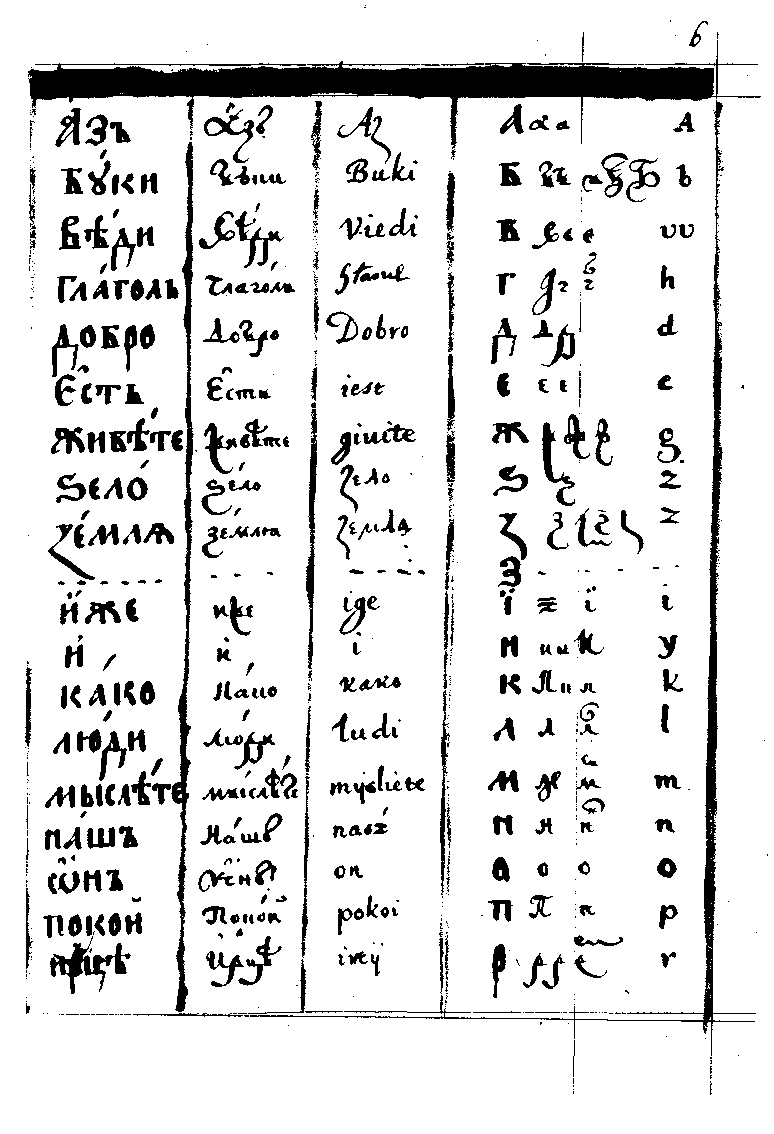
此是罗塞尼亚语字母表的第一部分，来自伊萬·烏熱維奇的《Hrammatyka Slovenskaja》（1645年）。各列显示以西里尔文和拉丁文手稿打印的字母名称、常见西里尔文字母形式以及拉丁文音译。

### 音譯
音译是使用另一種书写系统逐个字母地表示文本。雅罗斯拉夫·鲁德尼茨基将音译系统分为科学音译和实用系统，前者用于学术作品，特别是语言作品，后者用于行政、新闻、邮政系统、学校等。科学音译，也称为学术系统，在国际上使用，变化很小，而各种实用的音译方法则适应其他语言的拼写惯例，如英语、法语和德语等。
根据音译的目的，可能需要能够重建原始文本，或者最好有一个在大声朗读时听起来像原始语言的音译。

### 科學音譯
科学音译，也称为学术、语言、国际或学术系统，最常见于斯拉夫语言的语言出版物中。它纯粹是音位的，这意味着每个字符代表一个有意义的声音单位，并且基于克罗地亚拉丁字母。不同的变体适合代表历史古乌克兰语（11-14世纪中叶）和中乌克兰语（15-18世纪）的音系。